# Goodyera ruttenii
Goodyera ruttenii är en orkidéart som beskrevs av Johannes Jacobus Smith. Goodyera ruttenii ingår i släktet knärötter, och familjen orkidéer. Inga underarter finns listade i Catalogue of Life.